# Matvěj Vasiljevič Zacharov
Matvěj Vasiljevič Zacharov (rusky Матве́й Васи́льевич Заха́ров, 17. srpna 1898 Tver – 31. ledna 1972 Moskva) byl sovětský generál a později maršál během druhé světové války.

## Život

### Mládí
Narodil se v Tverské oblasti v rolnické rodině jako nejmladší ze šesti dětí. Vychodil základní školu a v roce 1913 se odstěhoval za starším bratrem do Petrohradu, kde pracoval jako dělník. Začal být politicky aktivní, řečnil na demonstracích a roku 1917 vstoupil do bolševické strany.

### Občanská válka
Vojenskou kariéru zahájil v březnu 1917, kdy vstoupil do petrohradských Rudých gard, se kterými se účastnil útoku na Zimní palác a pacifikace petrohradské vojenské posádky. Vysloužil si doporučení pro vstup do čerstvě založené Rudé armády a během roku 1918 již jako její příslušník studoval na petrohradské dělostřelecké škole. V letech 1919 a 1920 bojoval v jižním Rusku, kde se osvědčil a dosáhl velitelských funkcí. V té době absolvoval i kurz pro štábní důstojníky.

### Meziválečné období

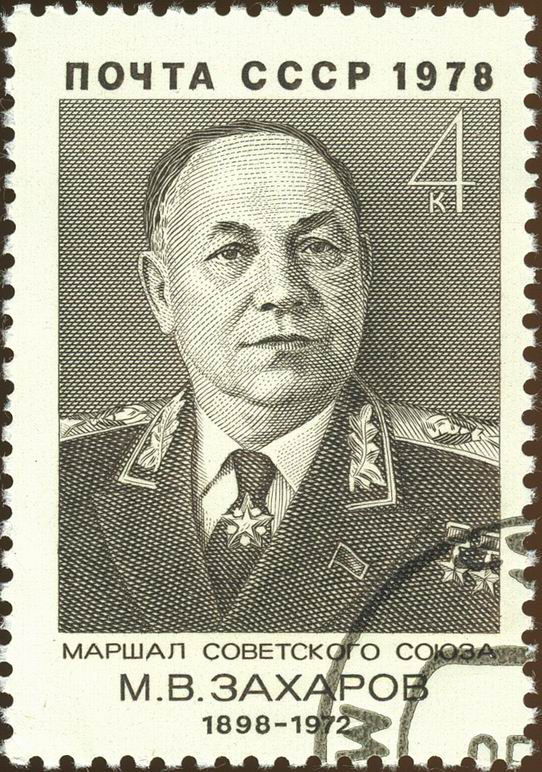
Matvěj Zacharov na sovětské známce z roku 1978

Po skončení občanské války sloužil stále v jižním Rusku jako štábní důstojník, mezi lety 1925 a 1928 pak studoval na fakultě logistiky na Frunzeho vojenské akademii. Po ní nastoupil na post zástupce velitele organizačně-mobilizačního oddělení Běloruské vojenské oblasti, kde si různí velitelé povšimli jeho štábních schopností. V letech 1932 a 1933 se vrátil na Frunzeho akademii a studoval na operační fakultě, v letech 1936 a 1937 pak na nově založené Akademii generálního štábu. Vystřídal více důležitých štábních funkcí, roku 1940 dosáhl generálské hodnosti a jako náčelník štábu 12. armády se zúčastnil okupace Besarábie.

### Velká vlastenecká válka
Celou válku absolvoval ve funkcích náčelníků štábů různých frontů. Začal 10. července 1941 severozápadním operačním sektoru, kde se bojovalo o přístupy k Leningradu, pod velením Klimenta Vorošilova, jehož neschopnost se částečně projevila i na Zacharovově hodnocení. Naštěstí to na jeho kariéru nemělo velký vliv. Načas sloužil pod Šapošnikovem jako zástupce náčelníka generálního štábu pro logistiku, v závěru roku byl pak jmenován náčelníkem štábu před Moskvou bojujícího Kalininského frontu, kde působil celý rok 1942 a první část roku 1943. Před započetím bitvy v Kurském oblouku byl jmenován náčelníkem štábu Rezervního frontu, posléze přejmenovaného na Stepní front a později na 2. ukrajinský front. Zde sloužil nejprve pod Koněvem a od května 1944 pod Malinovským. Zúčastnil se osvobozování Ukrajiny, Moldávie, Rumunska a Maďarska.
Po konečné porážce Německa se společně Malinovským přesunul na dálný východ. Malinovskij velel Zabajkalskému frontu, který nesl hlavní tíhu útoku na Kwantungskou armádu rozmístěnou v Mandžusku. Spolu se svým náčelníkem štábu se úkolu zhostili skvěle. V září 1945 obdržel titul Hrdina Sovětského svazu.

### Po druhé světové válce
Na podzim 1945 se stal náčelníkem Akademie generálního štábu, kde setrval do roku 1949 a získal čestný titul profesora. Poté vystřídal funkce náčelníka generálního štábu pro bojový výcvik, hlavního inspektora Sovětské armády a velitele Leningradské vojenské oblasti. Roku 1957 nastoupil do funkce velitele sovětských okupačních vojsk ve východním Německu, kde bylo jeho největším úkolem zapracovat nově vzniklou východoněmeckou armádu do struktur Varšavské smlouvy a zajistit její bojovou součinnost s okupačními vojsky. 14. května 1959 byl povýšen do hodnosti Maršála Sovětského svazu a v dubnu 1960 se stal náčelníkem generálního štábu. V Moskvě vstoupil jako jeden z hlavních aktérů do boje za zachování Akademie generálního štábu, která byla ze snahy Nikity Chruščova načas zrušena, a stal se opět jejím náčelníkem. Po Chruščovově pádu v roce 1964 se vrátil zpět do funkce náčelníka generálního štábu. Jeho zdravotní stav se zhoršoval, přesto v roce 1967 vedl přes již pokročilý věk jednu z delegací organizující vojenskou pomoc Egyptu proti Izraeli. Poslední zahraniční cestu absolvoval roku 1971 opět do Egypta na pohřeb svého přítele prezidenta Gamála Násira. Téhož roku byl podruhé jmenován Hrdinou Sovětského svazu, ale již musel ze zdravotních důvodů odejít na odpočinek. Zemřel 31. ledna 1972.